# Cneorella
Cneorella là một chi bọ cánh cứng trong họ Chrysomelidae.
Chi này được Medvedev & Dang Tkhi Dap miêu tả khoa học năm 1981.

## Các loài
Các loài trong chi này gồm:
- Cneorella bicoloripennis Lopatin, 2003
- Cneorella chapaensis Medvedev & Dang, 1981
- Cneorella cyanea Medvedev & Dang, 1981
- Cneorella flavipes Medvedev, 2000
- Cneorella kantneri Bezdek, 2005
- Cneorella kimotoi Bezdek, 2005
- Cneorella laosensis Kimoto, 1989
- Cneorella medvedevi Bezdek, 2005
- Cneorella phuphanensis Bezdek, 2005
- Cneorella vietnamica Medvedev & Dang, 1981
- Cneorella zdenka Bezdek, 2005